# Złodziej życia
Złodziej życia (ang. Taking Lives) – film z 2004 roku w reżyserii D.J. Caruso na podstawie powieści Michael Pye’a.

## Obsada
- Angelina Jolie – Illeana Scott
- Ethan Hawke – Costa
- Kiefer Sutherland – Hart
- Gena Rowlands – pani Asher
- Olivier Martinez – Paquette
- Tchéky Karyo – Leclair
- Jean-Hugues Anglade – Duval
- Justin Chatwin – Matt Soulsby
- Brett Watson – Clive Morin
- Eugenio 'Kiko' Osorio – Sandra & The Latin Groove
- Shawn Roberts – recepcjonista
- Brigitte Bedard – francuska reporterka
- Andy Bradshaw – oficer Darabont
- Lois Dellar – Postal Clerk
- Dominique Briand – barman